# Pioggia rossa
La pioggia rossa è un fenomeno meteorologico che consiste in una precipitazione piovosa di colore rosso. L'aspetto inconsueto ha fatto pensare in tempi antichi che si trattasse di sangue che cadeva dal cielo, spesso interpretato come evento soprannaturale. Nella maggior parte dei casi la pioggia rossa è dovuta a polveri atmosferiche (come sabbia del deserto) che colorano l'acqua.

## Storia
Già agli inizi del XIX secolo, lo scienziato molfettese Giuseppe Maria Giovene riuscì a interpretare correttamente il fenomeno della pioggia rossa caduta in Puglia il 7 marzo 1803. Si credeva allora che la pioggia fosse stata causata dall'esplosione del Vesuvio o dell'Etna oppure che fosse dovuta al trasporto di materia del fondo marino sollevata per mezzo di vapori; Giovene mise in correlazione i venti precedenti alla pioggia e arrivò alla conclusione che la sabbia proveniva dall'Africa, sospinta dal vento proveniente da sud-est.

## Cronologia
Durante la storia ci sono molte attestazioni, letterarie e storiografiche, di presunte piogge di sangue:
- Iliade di Omero, in cui Zeus provoca una pioggia di sangue per avvertire di una disfatta in battaglia;
- Esiodo, forse ispirato da Omero stesso;
- Plutarco parla di una pioggia di sangue accaduta durante il regno di Romolo;
- Tito Livio e Plinio il Vecchio;
- Gregorio di Tours parla di una pioggia di sangue che sarebbe accaduta a Parigi nel 582;
- la Cronaca anglosassone parla di una pioggia di sangue nel 685 in Gran Bretagna;
- Ranulf Higden nel Polychronicon parla di una pioggia rossa nel 787;
- il Libro di Leinster parla di un evento simile nell'868 (insieme a tanti altri presunti prodigi, incluse piogge d'argento);
- Layamon ne parla nel suo poema Brut (circa 1190);
- Guglielmo di Newburgh ne parla a proposito di un aneddoto riguardante Riccardo Cuor di Leone nel 1198;
- in Germania una pioggia di sangue avrebbe preceduto la peste nera del 1347–1353.
- in Europa nei secoli XIII, XIV e XV si parla di una trentina di eventi;
- sempre in Europa, nei secoli XVI e XVII sono riportati 190 casi (43 nel XVII secolo);
- ancora in Europa, nel XIX secolo si parla di 146 piogge di sangue; degna di nota quella del gennaio 1897 in Australia;[3]
- nel XXI secolo è ben documentata la pioggia rossa in Kerala.

## Pioggia gialla e nera
Ci sono stati casi di pioggia con altri colori insoliti. Il 28 aprile 1884 in Inghilterra, tra Church Stretton e Much Wenlock si abbatté un violento temporale di pioggia nera, che sembrava inchiostro, forse dovuto ad anomale concentrazioni di carbone nell'aria. Nel Kentucky, il 12 marzo 1867 si ebbe una pioggia gialla di più di 60 mm, dovuta probabilmente a una concentrazione inconsueta di pollini.

## Neve
Ci sono stati alcuni esempi di neve rossa (come a Pechino, nel 2001), gialla (come nell'Appennino tosco-emiliano, nel 2004) o nera, dovuta alla presenza di pollini, di sabbia desertica, di fumi industriali o polvere vulcanica nei fiocchi stessi.